# Hikaru Ikehata
Hikaru Ikehata (japanisch 池畠 旭佳瑠 Ikehata Hikaru; * 31. August 1994) ist ein japanischer Leichtathlet, der sich auf den Dreisprung spezialisiert hat.

## Sportliche Laufbahn
Erste internationale Erfahrungen sammelte Hikaru Ikehata im Jahr 2023, als er bei den Asienmeisterschaften in Bangkok mit einer Weite von 16,73 m auf Anhieb die Silbermedaille im Dreisprung hinter dem Inder Abdulla Aboobacker gewann. Anschließend schied er bei den Weltmeisterschaften in Budapest mit 16,40 m in der Qualifikationsrunde aus. Im Jahr darauf belegte er bei den Hallenasienmeisterschaften in Teheran mit 15,88 m den vierten Platz.
In den Jahren 2020 und 2023 wurde Ikehata japanischer Meister im Dreisprung im Freien sowie 2021 in der Halle.